# Image rémanente

Fixez l'image pendant 30 secondes, puis fermez les yeux !

Une image rémanente ((en) afterimage en anglais) est une illusion optique qui continue à apparaître après que l’exposition de l’original a cessé. C’est la propriété d’une sensation visuelle qui persiste après la disparition du stimulus ; ce dernier étant un facteur qui agit sur une cellule, un organe ou un organisme en provoquant une réponse musculaire ou nerveuse.

## Historique
Le fonctionnement de la persistance rétinienne a été expliqué par Joseph Plateau à Bruxelles au XIXe siècle.

## Utilisations
Les images rémanentes induisent une persistance de la vision qui peut être utilisée comme base pour l’art visuel et le cinéma.
En fermant les yeux, la taille de la rémanence devient plus petite mais offre une meilleure précision des couleurs qu’avec les yeux ouverts. De plus, l'image rémanente paraît de la couleur complémentaire correspondante.
|  |  |